# Stadio Nelson Mandela
Lo Stadio Nelson Mandela (in arabo ملعب نيلسون مانديلا‎?), noto anche come Stadio Baraki, è uno stadio sportivo situato ad Algeri. Prende il nome dal defunto leader Nelson Mandela.
Questo stadio è stato inaugurato il 12 gennaio 2023, alla presenza del Presidente della Repubblica Abdelmadjid Tebboune, del Presidente della International Football Association Gianni Infantino, del Presidente della Confederation of African Football Patrice Motsepe, e Zoliville Mandela
del nipote di Nelson Mandela.
La prima partita ufficiale che si giocherà in questo stadio è la partita di apertura del torneo Campionato delle nazioni africane 2022.